# 章魚香腸

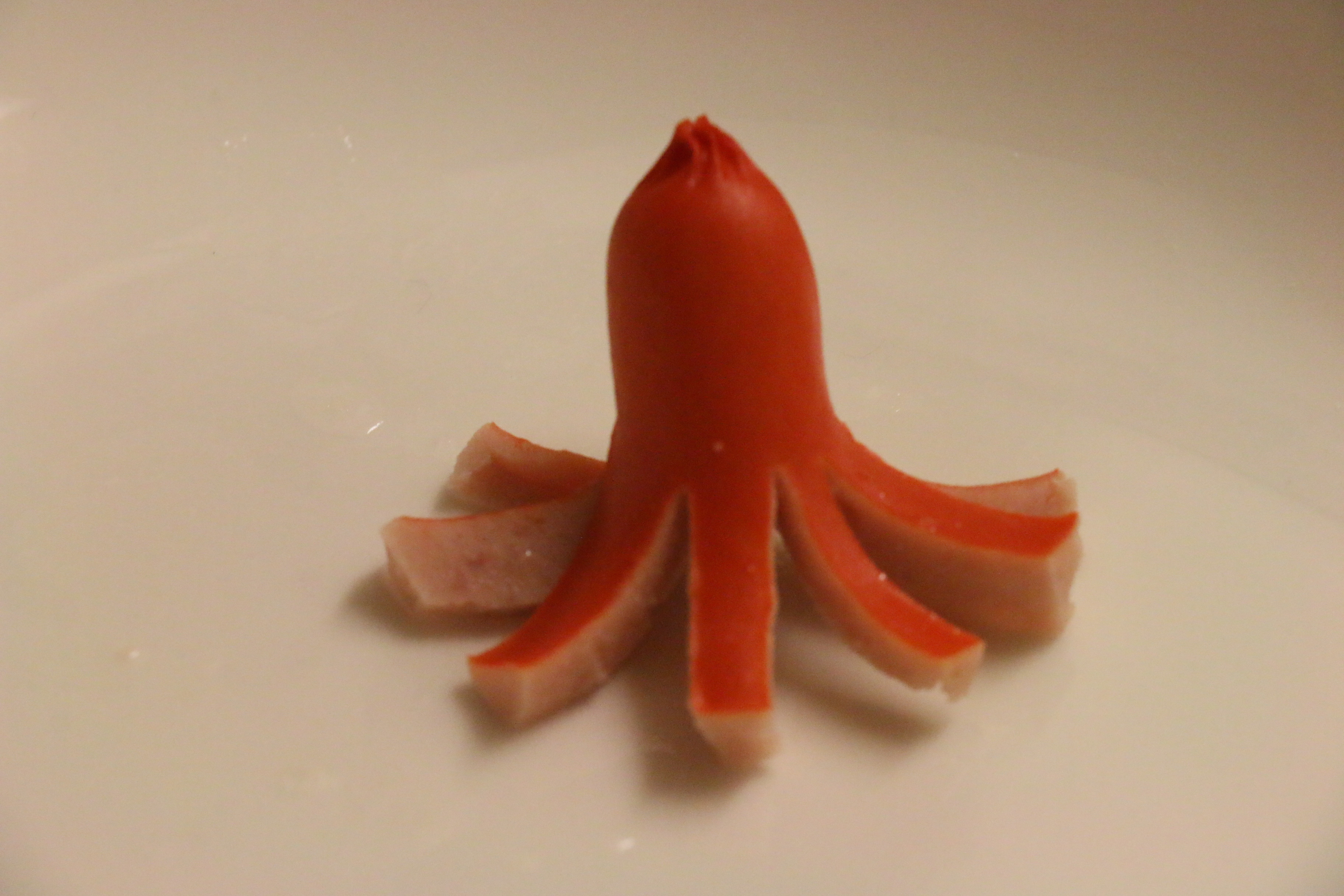

章魚香腸，或稱章魚熱狗（日语：たこさんウィンナー，英文：Octopus sausage）是一種熱狗的裝飾方法。由日本東京都出身的琉球族美食家尚道子所創。將香腸下方切成十字，使香腸下方有６隻腳，放入平底鍋後，用小火煎煮，再用筷子或夾子小心翻動，讓香腸平均受熱。等受熱後，香腸的章魚腳就會慢慢張開。

## 概要
製作時把小熱狗的一端切開，炒熟後的小香腸的表皮收縮，切開的部分便會像花一樣散開。近年來也有廠商販售預先將熱狗切開的商品供消費者選擇。。
由於這種熱狗的形狀（上面的部分是圓的，下面的部分則是打開的）與章魚相似，故此被稱為「章魚熱狗」。章魚香腸一般會使用日式的紅熱狗製作，供便當等使用。雖然章魚有八根爪子，但製作章魚熱狗時一般不會計算爪子的數量。
類似的刀工裝飾手法還有以下例子。
- 螃蟹造型熱狗（かにさん ウインナー）
- 兔子造型蘋果（ウサギ リンゴ）
- 小雞水煮蛋（ひよこ ゆで卵）

## 註解
1. ↑  例如プリマハム製造的「タコさんウインナー （页面存档备份，存于）」

1. ↑  もり, ひろし. . 日経ビジネスオンライン. 2014-04-15  [2015-04-04]. （原始内容存档于2015-02-16）.
2. ↑  . 食の教科書. 枻出版社. 2010  [2020-11-26]. ISBN 978-4-7779-1752-5. NDL 21830233. （原始内容存档于2020-12-04）.